# Diadegma crassicorne
Diadegma crassicorne là một loài tò vò trong họ Ichneumonidae.